# جورج ألبرت هاريس
جورج ألبرت هاريس (بالإنجليزية: George Albert Harris) (و. 1913 م – 1991 م)هو رسام، ومربي من الولايات المتحدة الأمريكية . ولد في سان فرانسيسكو .
توفي في فرنسا .

## التعليم
تعلم في جامعة ستانفورد.